# Class Action
Cet article court présente un sujet plus développé dans : Weekend (chanson de Phreek).
Class Action est le groupe de musique disco dirigé par Larry Levan qui entoure la chanteuse Christine Wiltshire en 1983 pour le réenregistrement de la chanson Weekend créée en 1978 par la même chanteuse et le groupe Phreek.